# شیائو جیانگانگ
شیائو جیانگانگ (انگلیسی: Xiao Jiangang؛ زادهٔ ۱۲ نوامبر ۱۹۷۲) وزنه‌بردار اهل چین بود.
وی در مسابقات کشوری و بین‌المللی در مجموع برندهٔ ۱ مدال طلا، ۱ مدال برنز شده‌است.